# Кевин Амунеке
Кевин Амунеке (на английски: Onyekachi „Kevin“ Amuneke, Онекачи Кевин Амунеке) е нигерийски футболист, национал. Роден е на 10 май 1986 г. в Езиободо, Нигерия. Започва кариерата си в юношеския отбор на Бенфика в периода 2000/2002, впоследствие преминава във ФК Порто, където играе за дубъла до 2004. От 2004 до 2006 играе шведския Ландскруна БоИС (47 мача и 17 гола). През 2006 г. преминава във Витория Сетубал (30 мача 4 гола). На 12 юни 2007 преминава в ПФК ЦСКА (София), в който играе с номер 11. Има 2 мача за националния отбор на Нигерия в квалификациите за Световното първенство през 2006 година в Германия. Висок е 179 cm, тежи 69 kg. Брат на известните футболисти Еманюъл Амунеке и Кингсли Амунеке.